# Narathura media
Narathura media är en fjärilsart som beskrevs av Evans 1957. Narathura media ingår i släktet Narathura och familjen juvelvingar. Inga underarter finns listade i Catalogue of Life.